# Paratetracnemoidea insulana
Paratetracnemoidea insulana is een vliesvleugelig insect uit de familie Encyrtidae. De wetenschappelijke naam is voor het eerst geldig gepubliceerd in 2002 door Hayat & Singh.